# 苏丹莫哈末沙
蘇丹莫哈末沙（Sultan Muhammad Shah，1424年至1444年），是馬六甲王朝第三位蘇丹。他是母干撒的兒子。他1424年至1444年統治馬六甲。他的繼任者是蘇丹阿布沙希德沙。他被稱為拉惹登加(Raja Tengah，意譯：中間的君主)或拉登登加(Radin Tengah)。起初他由于马六甲王朝的国势渐强，为仿效三佛齐英主之名号，故自封其王號为斯里瑪哈拉惹（Seri Maharaja)，此词源自梵文，意为大王。他使用印度教的尊号也是出于缅怀祖先室利佛逝的盛业。
蘇丹莫哈末沙皈依伊斯蘭教以後，他有可能娶了泰米爾穆斯林的女兒。他有兩個兒子，拉惹卡辛(Raja Kassim)和拉惹易卜拉欣(Raja Ibrahim)。
傳說一晚蘇丹莫哈末沙作了一個夢。他清楚地看到了先知穆罕默德，隨後先知重複告訴他「萬物非主，惟有真主，穆罕默德，真主使者」。蘇丹莫哈末沙重複這些話後，先知說在下午的禱吿時間會有一艘船從吉達靠岸。蘇丹莫哈末沙於是按照先知的指示，就走出船舶祈禱。往後，先知就從視線中消失。果然，夢中發生的一切都成真。